# Polygala antillensis
Polygala antillensis är en jungfrulinsväxtart som beskrevs av Chod.. Polygala antillensis ingår i släktet jungfrulinssläktet, och familjen jungfrulinsväxter. Inga underarter finns listade i Catalogue of Life.

## Bildgalleri

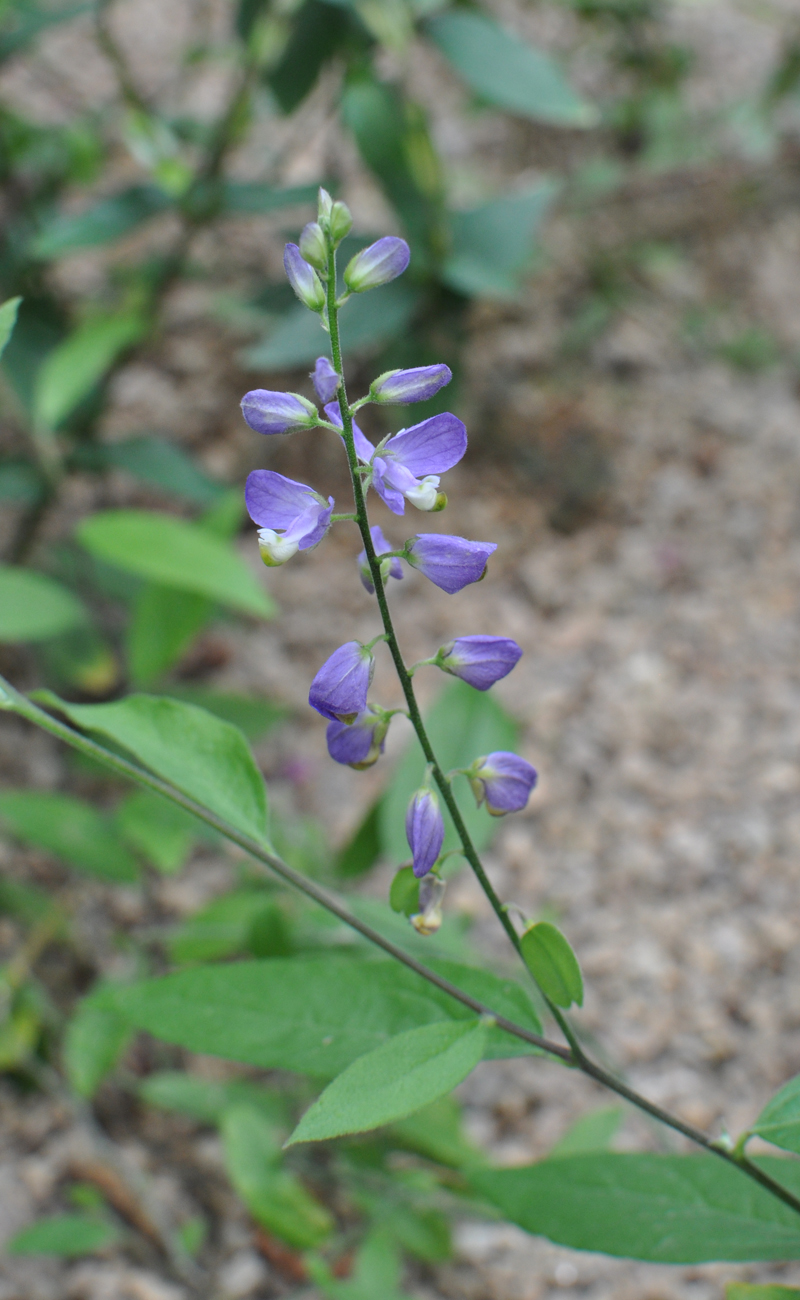
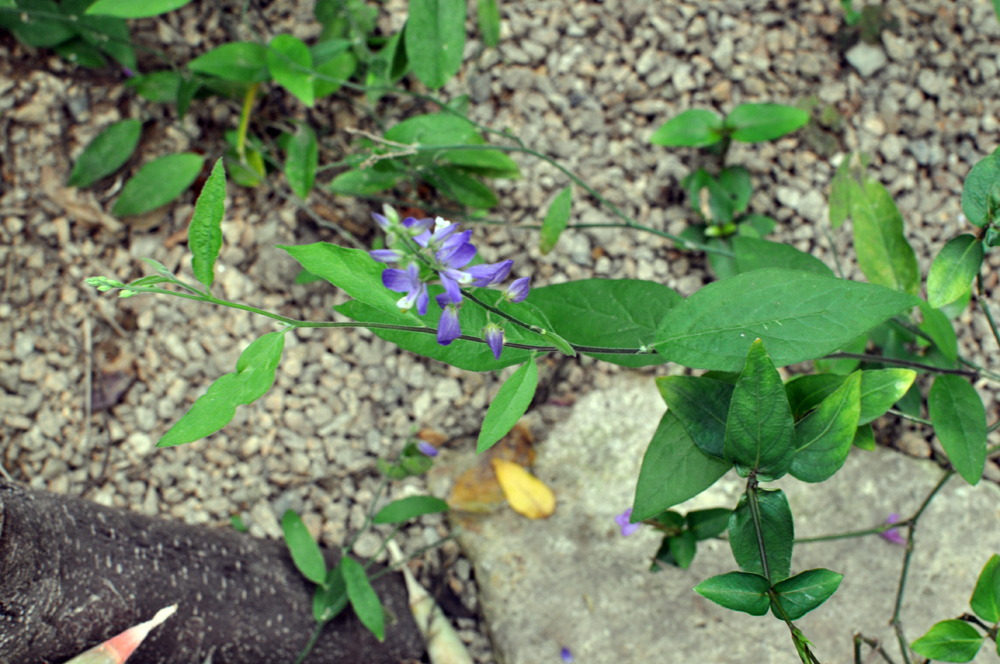